# ماريا باريديس
ماريا باريديس (7 أكتوبر 1966 - ) (بالإسبانية: María Paredes)‏ هي لاعبة كرة طائرة الأرجنتين.